# Seyfridtzska huset

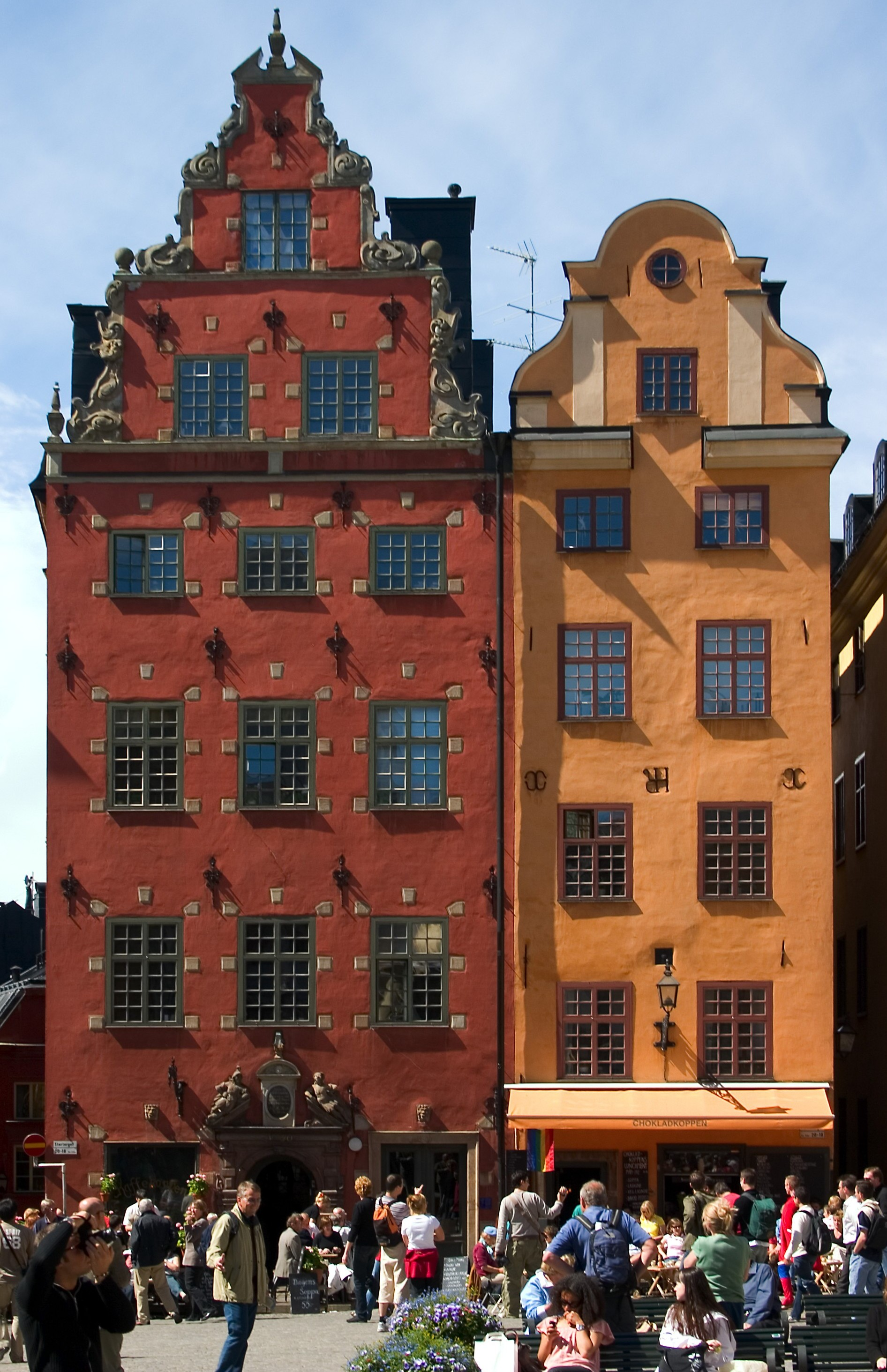
Seyfridtzska huset är det med gul fasad.

Seyfridtzska huset är en byggnad på Stortorget 18 i Gamla stan, Stockholm, uppförd på 1520-talet.
På 1620-talet ägdes huset av skinnaren Hans Seyfridtz men när han dog och hans änka, Maria Seyfridtz, gifte om sig med Johan Eberhard Schantz fick huset samma ägare som det intilliggande Schantzska huset. Även detta hus blev renoverat på 1650-talet. På 1700-talet renoverades huset igen, samtidigt som Grillska huset, och fick då dagens utseende.
På bottenvåningen huserar det gayvänliga caféet Chokladkoppen.